# 市田良彦
市田 良彦（いちだ よしひこ、1957年 - ）は、日本の思想史家（社会思想史）。フランス現代思想が専門分野。神戸大学名誉教授。

## 経歴
大阪府立北野高等学校を経て京都大学経済学部卒業、京都大学大学院経済学研究科博士課程単位取得退学。大阪女子大学講師、1995年神戸大学国際文化学部助教授、のち同大学院国際文化学研究科グローバル文化専攻教授。2023年3月定年退職し、同名誉教授。

## 著書

### 単著
- 『闘争の思考』（平凡社、1993年）
- 『ランシエール 新〈音楽の哲学〉』（白水社、2007年、新版2021年）
- 『アルチュセール　ある連結の哲学』（平凡社、2010年）
- 『革命論　マルチチュードの政治哲学序説』（平凡社新書、2012年）
- 『存在論的政治　反乱・主体化・階級闘争』（航思社、2014年）
- 『ルイ・アルチュセール　行方不明者の哲学』（岩波新書、2018年）
- 『フーコーの〈哲学〉　真理の政治史へ〉（岩波書店、2023年）

### 共著（論文の寄稿を含む）
- （市田良彦、丹生谷貴志、上野俊哉、田崎英明、藤井雅実）『戦争　思想・歴史・想像力』(新曜社、1989年)
- （青木隆嘉、中嶋昌弥、藤田正、市田良彦）『過剰としてのプラクシス　日常実践の光景』（晃洋書房、1991年）
- （市田良彦、西谷修、酒井直樹、遠藤乾、酒井隆史、宇野邦一、尾崎一郎著）『非対称化する世界 『〈帝国〉』の射程』（以文社、2005年）
- Politiques des multitudes. Démocratie, intelligence collective et puissance de la vie à l'heure du capitalisme cognitif, Éditions Amsterdam, 2007 (En collaboration avec la revue Multitudes)
- （ポール・ギルロイ、市田良彦、本橋哲也（著）、小笠原博毅（編））『黒い大西洋(ブラック・アトランティック)と知識人の現在』(松籟社、2009年)
- 『68年のスピノザ　アントニオ・ネグリ『野生のアノマリー』の世界』(情況出版、2010年)
- （石井暎禧、市田良彦）『聞書き〈ブント〉一代　政治と医療で時代をかけ抜ける』(世界書院、2010年)
- （富永茂樹 編）『啓蒙の運命』（名古屋大学出版会、2011年）
- 『 「公共」に抗する : 現代政治的理性批判』(情況出版、2010年)
- （王寺賢太、小泉義之、絓秀実、長原豊 ）『脱原発「異論」』（作品社、2011年）
- （市田良彦、王寺賢太、小泉義之、長原豊）『債務共和国の終焉　わたしたちはいつから奴隷になったのか』（河出書房新社、2013年）
- （市田良彦、王寺賢太 編）『 現代思想と政治 　資本主義・精神分析・哲学 』（平凡社、2016年）
- （市田良彦、王寺賢太 編）『「ポスト68年」と私たち　 「現代思想と政治」の現在』（平凡社、2017年）
- (小泉義之、立木康介 編)『フーコー研究』（岩波書店 2021年）
- 『狂い咲く、フーコー : 京都大学人文科学研究所人文研アカデミー『フーコー研究』出版記念シンポジウム全記録+』（週刊読書人、2021年）
- （鈴木創士 編）『連合赤軍　革命のおわり革命のはじまり』（月曜社、2022年）

### 翻訳
- 『三〇億の倒錯者　ルシェルシュ12号より』(インパクト出版会、1992年)
- ルイ・アルチュセール『アルチュセール 哲学・政治著作集』全2巻（藤原書店、1999年）
- ポール・ヴィリリオ『速度と政治――地政学から時政学へ』（平凡社ライブラリー、2001年）
- アントニオ・ネグリ、マイケル・ハート『マルチチュード』上・下（日本放送出版協会、2005年） *監修
- ジャック・ランシエール『アルチュセールの教え』（航思社、2013年）* 監訳
- ジャック・ランシエール『平等の方法』（航思社、2014年）* 監訳
- ルイ・アルチュセール『政治と歴史　エコール・ノルマル講義1955-1972』（平凡社、2015年） *王寺賢太との共訳
- ミシェル・フーコー『悪をなし真実を言う　ルーヴァン講義1981』（河出書房新社、2015年） *監訳
- ルイ・アルチュセール『終わりなき不安夢　夢話1941-1967』（書肆心水、2016年）
- ルイ・アルチュセール『哲学においてマルクス主義者であること』（航思社、2016年）
- フランソワ・マトロン『もはや書けなかった男』（航思社、2018年）